# Normochrome
Une anémie est dite normochrome lorsque la concentration globulaire en hémoglobine est normale. Sur un frottis coloré, les globules rouges ont une couleur normale, ils ne sont pas hypochromes. Il n'existe pas d'anémie hyperchrome : si un globule rouge macrocytaire (de grande taille) contient plus d'hémoglobine qu'un globule rouge normocytaire (de taille normale), cela est dû uniquement à l'augmentation de volume et non de concentration.